# Katarzyna Grochola
Katarzyna Grochola (sinh ngày 18 tháng 7 năm 1957) là một nhà báo và nhà văn người Ba Lan.

## Tiểu sử
Katarzyna Grochola sinh tại Krotoszyn, Ba Lan. Mẹ bà là một chuyên gia về nghiên cứu Ba Lan và cha bà là một luật sư. Bà đã học tại Trường ngữ pháp Julius Słowacki ở Warsaw. Katarzyna Grochola luôn mơ ước trở thành một nhà văn nhưng trước khi bắt đầu viết lách, bà đã trải qua một số công việc bao gồm nhân viên bệnh viện, nhân viên tư vấn hôn nhân gia đình và nhân viên bán hàng trong một tiệm bánh kẹo. Bà cộng tác với một số tạp chí như Jestem và Poradnik domowy. Katarzyna Grochola có một con gái tên là Dorota Szelągowska và một cháu trai tên là Antoni. Con gái bà là một nhà báo. Katarzyna Grochola cùng bạn nhảy Jan Klimek đã tham gia chương trình Dancing with the Stars mùa thứ 11 được phát sóng trên kênh TVN và giành được vị trí thứ ba.
Ở Ba Lan, sách của bà khá được yêu thích và đã bán được hàng nghìn bản. Tuyển tập truyện Podanie o miłość của Katarzyna Grochola đã được dịch sang tiếng Nga và tiểu thuyết Nigdy w Życiu! đã được dịch sang nhiều thứ tiếng là tiếng Nga, tiếng Đức và tiếng Slovakia. Nigdy w Życiu! đã được quảng cáo là Bridget Jones của Ba Lan nhưng không được giới phê bình văn học đánh giá cao. Katarzyna Grochola bị nói là người theo đuổi thị hiếu thấp kém và sao chép các khuôn mẫu của phương Tây, nhưng thành công về mặt thương mại của cuốn sách này (cũng như của các sách sau này của bà) đã chứng minh nhu cầu lớn ở Ba Lan đối với một tác phẩm văn học đại chúng hấp dẫn.  Ngoài ra, Nigdy w Życiu!, quyển đầu tiên của sê-ri "Żaby i Anioły", là cuốn sách bán chạy nhất ở Ba Lan trong năm 2001. Tháng 2 năm 2004, một bộ phim cùng tên được công chiếu. Bộ phim này do Ryszard Zatorski đạo diễn và có Danuta Stenka đóng vai chính Judyta. Quyển thứ hai được ra mắt năm 2002 có tên Serce na temblaku cũng đạt thành công vang dội. Quyển thứ ba của sê-ri mang tên Ja wam pokażę cũng đã được chuyển thể lên màn ảnh. Lần này vai chính do Grażyna Wolszczak thể hiện.
Katarzyna Grochola cũng là chuyên mục viên và đồng biên kịch của một số sê-ri phim truyền hình nổi tiếng nhất của Ba Lan như M jak miłość và Na dobre i na złe. Osobowość Ćmy, một tiểu thuyết ngắn được phát hành vào ngày 15 tháng 4 năm 2005, là cuốn đầu tiên được xuất bản bởi nhà xuất bản riêng của bà là Wydawnictwo Autorskie.

## Tác phẩm

### Tiểu thuyết
- Przegryźć dżdżownicę (1997)
- Nigdy w życiu! (2001)
- Serce na temblaku (2002)
- Ja wam pokażę! (2004)
- Osobowość ćmy (2005)
- A nie mówiłam! (2006)
- Trzepot skrzydeł (2008)
- Kryształowy Anioł (2009)
- Zielone drzwi (2010)
- Makatka (2011)
- Houston, mamy problem (2012)
- Przeznaczeni (2016)
- Zranic Marionetke (2019)

### Tuyển tập truyện
- Podanie o miłość (2001)
- Zdążyć przed pierwszą gwiazdką (2002)
- Upoważnienie do szczęścia (2003)
- Troche wiekszy poniedziałek (2013)
- Zagubione Niebo (2014)
- Pocieszki (2018)

### Phỏng vấn với  nhà trị liệu tâm lý
- Związki i rozwiązki miłosne (2002)
- Gry i zabawy małżeńskie i pozamałżeńskie (2006).

### Kịch
- Pozwól mi odejść
- Kot mi schudł

## Giải thưởng
Katarzyna Grochola received 4 awards for her plays Pozwól mi odejść and Kot mi schudł in a dramatic contest Tespis 2000.
Also one of her novels, Nigdy w życiu!, received an award in AS EMPiK-u contest in 2001 and 2002 and Zielone drzwi was hailed as a Bestseller of 2010.